# Kettering
|  | Aquest article tracta sobre la ciutat anglesa. Vegeu-ne altres significats a «Kettering (desambiguació)». |

Kettering és un poble del districte de Kettering, Northamptonshire, Anglaterra. Té una població de 58.908 habitants i districte de 99.002. Al Domesday Book (1086) està escrit amb la forma Cateringe.